# 柔道整復師
柔道整復師（じゅうどうせいふくし、英: bonesetter）は、業として柔道整復を行うことができる日本の国家資格、あるいはその国家資格を持つ者。柔道整復師法において規定される。

## 業務内容
打撲、捻挫、脱臼および骨折などの各種損傷に対して、外科的手術や投薬など医療的手技を使用せずに、その回復を図ることを目的に施術を行う。柔道整復師法改正後は医業類似行為に分類される、法定4種の医業類似行為（あん摩・はり・きゅう・柔道整復）の1つである。医業類似行為を厚生労働省は「医師の医学的判断及び技術をもってするのでなければ人体に危害を及ぼし、又は危害を及ぼすおそれのある『医行為』ではないが、一定の資格を有する者が行わなければ人体に危害を及ぼすおそれのある行為」と解している。医療機関における診療科は柔道整復科である。
柔道整復師は、各種損傷の評価を行い関節や骨を適切な位置に整復して固定する。その他に手技療法、運動療法、温熱などによる物理療法も用いる。骨折や脱臼の処置の場合は医師の同意が必要とされるが、緊急の場合はこの限りではない。レントゲン装置などは使用出来ない。厚生労働省は平成16年の国会答弁で、柔道整復師の業務として一般的に『骨折、脱臼、打撲、捻挫』等の「急性期の新鮮な状態」に対する施術であると示し、按摩や鍼灸が扱うような慢性期の疾病は柔道整復師の扱う対象ではないとしている。『俗称』として「接骨医」や「整骨医」を用いる事例も散見されるが、適切な名称ではない。医師法は第18条で「医師でなければ、医師又はこれに紛らわしい名称を用いてはならない。」と規定し、柔道整復師向け情報サイトでも「接骨医・整骨医・東洋医学医など「医」を付けた名称を用いてはならない」と周知されている。

## 養成

### 養成学校
厚生労働省管轄の施設と、文部科学省管轄の施設の2種類がある。形態は、専門学校、短大、大学、夜間学校など多様な形態があるが、いずれも3乃至4年制の施設である。柔道整復師学校養成施設指定規則に各施設の要件が定めがある。養成施設数は1998年に14校が2015年に109校へ急増し、定員も1050人から8797人へ増加した。定員に対する養成学校の入学者は減少傾向で、厚生労働省所管分で2015年に定員の63.6%の入学者に留まり、定員割れしている学校が多い。療養費の不正請求が続発し、2015年に厚生労働省は「柔道整復師学校養成施設カリキュラム等改善検討会」を設けて養成学校のカリキュラム改革について議論した。2017年3月に「柔道整復師学校養成施設指定規則の一部を改正する省令」がまとめられ、4月に施行された。

### 試験
1989年（平成元年）までは、都道府県知事が認定試験を行っていたが、柔道整復師法改正により1993年（平成5年）より柔道整復師国家試験が開始され、毎年1度の試験が全国10か所程度の会場で実施される。受験資格は前述の柔道整復師養成施設等で最低3年間以上のカリキュラムを受講して卒業または卒業見込みである必要がある。試験科目は解剖学、生理学、運動学、病理学概論、衛生学・公衆衛生学、一般臨床医学、外科学概論、整形外科学、リハビリテーション医学、柔道整復理論、関係法規となっている。国家試験合格率は、1998年に85.6%が2015年に65.7%へ低下した。

## 勤務形態
従来は有資格者の多くが施術所（接骨院）を設立して独立開業したが、近年は減少して平成19年から23年の統計で約20%、残り80%は柔道整復及びあん摩・はり・きゅう施術所、病院、診療所、介護関連事業所、スポーツジム等で雇用され、全く無関係の職に就く者も7.8%居る。外科や整形外科で雇用される場合は看護師、准看護師、あんま・マッサージ・指圧師と同様に、約1日程度で終了する講習会を受講すれば、整形外科の専門医が勤務する医療機関で診療報酬上の「運動器リハビリテーション」を算定する要員となることが可能になる。

## 資格者数
厚労省の「平成24年保健・衛生行政業務報告」で、就業している柔道整復師は58,573人、柔道整復の施術所数は42,431施設、柔道整復師数、施術所数ともに近年急増している。2002年（平成14年）から2012年の10年間で柔道整復師数は1.8倍に増加した。2012年の柔道整復の施術所数は42 431施設で2002年の1.6倍である。

## 特記事項
- WHOは「世界各国の伝統医学と法的地位」レポートにおいて柔道整復師を「Judo Therapist（柔道セラピスト）」と定義している[22]。
- 柔道整復師は業務独占資格で、医師と柔道整復師以外のものが柔道整復を行うことは許されない。顎関節脱臼は、歯科医業独占を定めた歯科医師法により歯科医師自身又は歯科医師の指示下にて行うべきであるが、柔道整復師もこれを行うことができる。柔道整復師の場合は応急処置以外では医師同意が必要[23]。
- 柔道整復師はレントゲン機器の操作は出来ないが、2018年現在で、養成課程のカリキュラムに放射線衛生学、エックス線撮影技術学、放射線安全管理学を加え、関節や骨に対するレントゲン一般撮影を可能とする柔道整復師法の一部を改正案が検討されている[24]。法案が可決された場合、「撮影」のみ可能で「診断」は出来ない[24]。レントゲン写真の診断は連携する医師や医療機関を予め定めて診断を依頼する[24]。既存の柔道整復師はこの改正は適応されない[24]。
- 韓国は1961年にクーデターが勃発して1962年に新たな医療法が成立した。軍事革命の国家再建最高会議は、国民医療法第59条を削除して医療法附則警戒規定（鍼士、灸士、按摩士および接骨士の既得権者に対する管理規定）を設定し、これら制度は廃止され韓国国内の接骨士は一代限りとなった[25]。

## 関連団体
業界を統一する職能団体は存在しない。以下の諸団体が分立する。
- 柔道整復研修試験財団
- 全国柔道整復学校協会
- 日本柔道整復師会 （1万7000名の会員を持ち最大勢力と目される）
- 協同組合日本接骨師会
- 全国柔整鍼灸協同組合

ほか